# Mattis Løfqvist
Mattis Løfqvist er en ung dansk forfatter med rod i Cyberpunkgenren. Sommeren 2010 var udgivelsesåret for hans første bog PIXI.

## Udgivelser
- PIXI – Personificeret Intelligens XI (Udgivelsesår: 2010)